# 贝隆格
贝隆格（法語：Beylongue，法語發音：[belɔ̃ɡ]）是法国朗德省的一个市镇，属于达克斯区。

## 地理
贝隆格（43°55'22"N, 0°49'44"W）面积37.51 平方千米，位于法国新阿基坦大区朗德省，该省份为法国西南部沿海省份，是法國本土面积第二大的省，北起吉倫特省，西临大西洋，南至大西洋比利牛斯省，东临热尔省，东北与洛特-加龍省接壤。
与贝隆格接壤的市镇（或旧市镇、城区）包括：卡尔桑-蓬松、乌斯-叙藏、里永德朗德、圣亚根、维勒纳沃、里永德朗德。

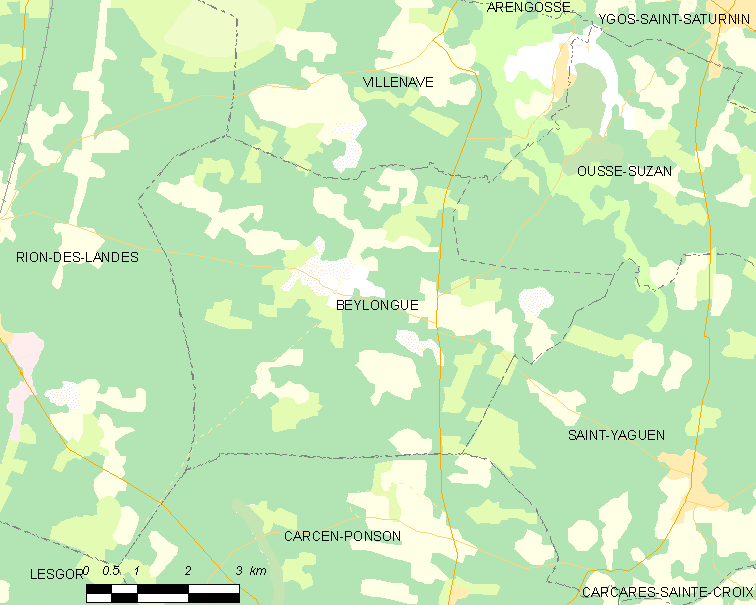
贝隆格的OSM定位图

贝隆格的时区为UTC+01:00、UTC+02:00（夏令时）。

## 行政
贝隆格的邮政编码为40370，INSEE市镇编码为40040。

## 政治
贝隆格所属的省级选区为莫尔桑克斯-塔尔塔斯地区县。

## 人口

1962-2008年间贝隆格人口变化图示

贝隆格于2022年1月1日时的人口数量为402人。